# Pronophaea
Pronophaea là một chi nhện trong họ Corinnidae.

## Các loài
- Pronophaea natalica Simon, 1897
- Pronophaea proxima (Lessert, 1923)
- Pronophaea vidua (Lessert, 1923)